# Zoodes nilgiriensis
Zoodes nilgiriensis là một loài bọ cánh cứng trong họ Cerambycidae.